# Afrocanthium burttii
Afrocanthium burttii är en måreväxtart som först beskrevs av Arthur Allman Bullock, och fick sitt nu gällande namn av Henrik Lantz. Afrocanthium burttii ingår i släktet Afrocanthium och familjen måreväxter.

## Underarter
Arten delas in i följande underarter:
- A. b. burttii
- A. b. glabrum